# Myxobolus klamathellus
Myxobolus klamathellus — вид паразитичних кнідарій класу міксозоа (Myxozoa). Описаний у 2016 році.

## Поширення
Вид виявлено в озері Кламат у штаті Орегон на північному заході США.

## Спосіб життя
Паразит коропоподібної риби Gila coerulea. Утворює підшкірні кісти (потовщення) у риби-господаря.

## Опис
Міксоспори завдовжки 13—15 мкм, завширшки 9—10 мкм, завтовшки 7—8 мкм; дві полярні капсули яйцеподібної форми, дещо несхожі за розміром, завдовжки 6—7 мкм, завширшки 3—4 мкм, з чотирма витками полярної нитки (канальця); отвори капсули верхівкові, по одному в кожній клітинці клапана.